# Biznes24
BIZNES24 – polskojęzyczna stacja telewizyjna o charakterze biznesowym, założona przez Romana Młodkowskiego i Radosława Wróblewskiego (obaj wcześniej związani z TVN CNBC) oraz Michała Winnickiego (założyciel MWE Networks nadawcy m.in. Adventure, Antena HD czy Power TV). Stacja została uruchomiona 20 marca 2020. 
BIZNES24 jest poświęcony biznesowi, gospodarce i ekonomii. Program obejmuje wielogodzinne pasmo na żywo z informacjami o gospodarce oraz filmy dokumentalne.

## Historia
W styczniu 2020 ogłoszono powstanie kanału, a w lutym dostał on koncesję KRRiT.
BIZNES24 został uruchomiony 20 marca 2020 w jakości HD na Platformie Canal+, Orange TV i niektórych kablówkach oraz czasowo w niektórych multipleksach lokalnych naziemnej telewizji cyfrowej z powodu pandemii koronawirusa (COVID-19).
16 kwietnia 2020 kierownictwo platformy internetowej WP Pilot poinformowało o dołączeniu kanału do swojej oferty.
31 lipca 2020 BIZNES24 pojawił się w ofercie UPC Polska. Można oglądać na dekoderach Horizon i Kaon na kanale 122 i na dekoderach Mediabox na kanale 323. 30 marca 2021 stacja pojawiła się w ofercie sieci kablowej Vectra na pozycji 806.
W grudniu 2021 Tier Investment nabył od MWE Networks 80% udziałów w spółce BIZNES24, pozostałe 20% posiada Roman Młodkowski.
W 2023 udział stacji w rynku wynosił 0,01% w grupie 4+. W styczniu 2025 kanał zakończył nadawanie drogą satelitarną. Od tego momentu jest on dostępny wyłącznie za pośrednictwem internetu, po wykupieniu na jego stronie, jednego z czterech pakietów (miesięczny; miesięczny+VOD; roczny; roczny+VOD) oraz w pakiecie Biznes, dostępnym w serwisie WP Pilot.
Od środy 20 sierpnia 2025 stacja będzie bezpłatnie, w całości dostępna za pośrednictwem serwisu YouTube. Towarzyszyć ma temu zmiana oprawy graficznej i muzycznej stacji. Do tej pory kanał udostępniał tam jedynie swoje wybrane programy po ich premierze.